# Dance of Death Tour
Dance of Death World Tour fue una gira de conciertos por la banda de Heavy metal, Iron Maiden. en apoyo de su álbum de estudio de trece, Dance of Death. El octavo disco en vivo, Death on the road, fue grabado en Dortmund.
La gira fue objeto de un corto número de cancelaciones, con espectáculos de la banda en Wroclaw, Róterdam y Helsinki se pospuso, mientras que el vocalista Bruce Dickinson se recuperó de la gripe y laringitis. En la parte superior de este, el segundo show del grupo en Nueva York se vio interrumpida al cabo de un miembro de la audiencia Rompió una cerveza en la caja de resonancia, mientras que el último concierto fue cancelado debido a un conflicto de programación.

## Fechas del tour
| Fecha                   | Ciudad              | País            | Lugar                                 |
| Europa                  | Europa              | Europa          | Europa                                |
| ----------------------- | ------------------- | --------------- | ------------------------------------- |
| 19 de octubre de 2003   | Debrecen            | Hungría         | Phoenix Hall                          |
| 21 de octubre de 2003   | Banská Bystrica     | Eslovaquia      | Bystrica Palacio de Deportes          |
| 22 de octubre de 2003   | Praga               | República Checa | T-Mobile Arena                        |
| 24 de octubre de 2003   | Múnich              | Alemania        | Olympiahalle                          |
| 25 de octubre de 2003   | Stuttgart           | Alemania        | Schleyerhalle                         |
| 27 de octubre de 2003   | Assago              | Italia          | Filaforum                             |
| 28 de octubre de 2003   | Florencia           | Italia          | Nelson Mandela Forum                  |
| 30 de octubre de 2003   | Zúrich              | Suiza           | Hallenstadion                         |
| 1 de noviembre de 2003  | Badalona            | España          | Palau Municipal d'Esports de Badalona |
| 2 de noviembre de 2003  | Madrid              | España          | Palacio Vistalegre                    |
| 4 de noviembre de 2003  | Fráncfort del Meno  | Alemania        | Jahrhunderthalle                      |
| 5 de noviembre de 2003  | Róterdam            | Países Bajos    | Ahoy Rotterdam (reprogramada)         |
| 7 de noviembre de 2003  | Breslavia           | Polonia         | Centenario (reprogramada)             |
| 10 de noviembre de 2003 | Helsinki            | Finlandia       | Hartwall Arena (reprogramada)         |
| 12 de noviembre de 2003 | Copenhague          | Dinamarca       | Valby-Hallen                          |
| 14 de noviembre de 2003 | Dinamarca           | Suecia          | Globen Arena                          |
| 15 de noviembre de 2003 | Gotemburgo          | Suecia          | Scandinavium                          |
| 17 de noviembre de 2003 | Hannover            | Alemania        | Eilenriedehalle                       |
| 18 de noviembre de 2003 | Berlín              | Alemania        | Treptow Arena                         |
| 20 de noviembre de 2003 | Lovaina             | Bélgica         | Brabenthal                            |
| 22 de noviembre de 2003 | París               | Francia         | Palais Omnisports de Paris-Bercy      |
| 24 de noviembre de 2003 | Dortmund            | Alemania        | Westfalenhalle                        |
| 26 de noviembre de 2003 | Hamburgo            | Alemania        | Sporthalle                            |
| 27 de noviembre de 2003 | Leipzig             | Alemania        | Arena                                 |
| 28 de noviembre de 2003 | Wroclaw             | Polonia         | Centennial Hall                       |
| 29 de noviembre de 2003 | París               | Francia         | Le Zénith (reprogramada)              |
| 1 de diciembre de 2003  | Dublín              | Irlanda         | El Punto                              |
| 3 de diciembre de 2003  | Newcastle upon Tyne | Inglaterra      | Telewest Arena                        |
| 4 de diciembre de 2003  | Nottingham          | Inglaterra      | Nottingham Arena                      |
| 6 de diciembre de 2003  | Sheffield           | Inglaterra      | Hallam FM Arena                       |
| 8 de diciembre de 2003  | Glasgow             | Inglaterra      | SECC                                  |
| 9 de diciembre de 2003  | Mánchester          | Inglaterra      | MEN Arena                             |
| 12 de diciembre de 2003 | Londres             | Inglaterra      | Earls Court                           |
| 13 de diciembre de 2003 | Róterdam            | Países Bajos    | Ahoy Rotterdam                        |
| 15 de diciembre de 2003 | Cardiff             | Gales           | CIA                                   |
| 16 de diciembre de 2003 | Birmingham          | Inglaterra      | NEC                                   |
| 18 de diciembre de 2003 | Metz                | Francia         | Galaxie Amneville                     |
| 21 de diciembre de 2003 | Helsinki            | Finlandia       | Hartwall Areena                       |
| América del Sur         |                     |                 |                                       |
| 11 de enero de 2004     | Buenos Aires        | Argentina       | Estadio Vélez Sarsfield               |
| 13 de enero de 2004     | Santiago            | Chile           | Pista Atlética                        |
| 16 de enero de 2004     | Río de Janeiro      | Brasil          | Claro Hall                            |
| 17 de enero de 2004     | Sao Paulo           | Brasil          | Estádio do Pacaembu                   |
| América del Norte       |                     |                 |                                       |
| 20 de enero de 2004     | Montreal            | Canadá          | Bell Centre                           |
| 21 de enero de 2004     | Quebec              | Canadá          | Colisée Pepsi                         |
| 23 de enero de 2004     | Nueva York          | Estados Unidos  | Hammerstein Ballroom                  |
| 24 de enero de 2004     | Nueva York          | Estados Unidos  | Hammerstein Ballroom                  |
| 26 de enero de 2004     | Nueva York          | Estados Unidos  | Hammerstein Ballroom                  |
| 27 de enero de 2004     | Nueva York          | Estados Unidos  | Hammerstein Ballroom (cancelado)      |
| 30 de enero de 2004     | Los Ángeles         | Estados Unidos  | Universal Amphitheatre                |
| 31 de enero de 2004     | Los Ángeles         | Estados Unidos  | Universal Amphitheatre                |
| Asia                    |                     |                 |                                       |
| 5 de febrero de 2004    | Sapporo             | Japón           | Hokkaido Kosei Nenkin Salón           |
| 7 de febrero de 2004    | Osaka               | Japón           | Osaka Castle Hall                     |
| 8 de febrero de 2004    | Saitama             | Japón           | Saitama Super Arena                   |

Referencias

## Set
A lo largo de la gira, el escenario estaba decorado para parecerse a un castillo medieval, con dos torres a ambos lados de las pistas que ofrecen las estatuas de Grim Reaper y una puerta de castillo entre ellos para la canción de apertura. El piso del escenario estaba decorado para parecerse a una estrella de doce puntos, idéntica a la que aparece en la "Dance of Death" obra de arte.
La gira fue notable por su amplio uso de accesorios y teatralidad entre otros. Bruce Dickinson se iniciaría "Danza de la Muerte" de un trono en el podio de la izquierda, vestido con una capa y dos máscaras venecianas, y más tarde sería el deporte una capa de Grim Reaper. Paschendale comenzaría con efectos de sonido de campo de batalla que recuerda a la Primera Guerra Mundial , durante el cual el equipo de carretera, vestido con uniforme militar, pondría a los cadáveres y alambre de púas alrededor del conjunto y Bruce Dickinson recitaba las dos primeras estrofas del "Anthem for Doomed Youth" (en español «Himno a la juventud condenada») de Wilfred Owen.
Un Eddie gigante se desprende de la parte posterior del conjunto durante el "Iron Maiden", con una capa y blandiendo una guadaña. El walk-on Eddie también aparecería como el Grim Reaper en "The Number of the beast".

## Setlist
1. "Wildest Dreams" (de Dance of Death, 2003)
2. "Wrathchild" (de Killers, 1981)
3. "Can I Play with Madness" (de Seventh Son of a Seventh Son, 1988)
4. "The Trooper" (de Piece of Mind, 1983)
5. "Dance of Death" (de Dance of Death, 2003)
6. "Rainmaker" (de Dance of Death, 2003)
7. "Brave New World" (de Brave New World, 2000)
8. "Paschendale" (de Dance of Death, 2003)
9. "Lord of the Flies" (de The X Factor, 1995)
10. "No More Lies" (de Dance of Death, 2003)
11. "Hallowed Be Thy Name" (de The Number of the Beast, 1982)
12. "Fear of the Dark" (de Fear of the Dark, 1992)
13. "Iron Maiden" (de Iron Maiden, 1980)

Encore
1. "Journeyman" (from Dance of Death, 2003)
2. "The Number of the Beast" (de The Number of the Beast, 1982
3. "Run to the Hills" (de The Number of the Beast, 1982

Notes:
- Dance of Death Tour gira fue la última gira en contar con canciones de la era de Blaze Bayley en Iron Maiden, con Lord of the Flies, hasta 2018 en el Legacy Of the Beast Tour.
- "Wrathchild" (from Killers, 1981) no fue tocada en los dos primeros conciertos.